# Douleur neuropathique

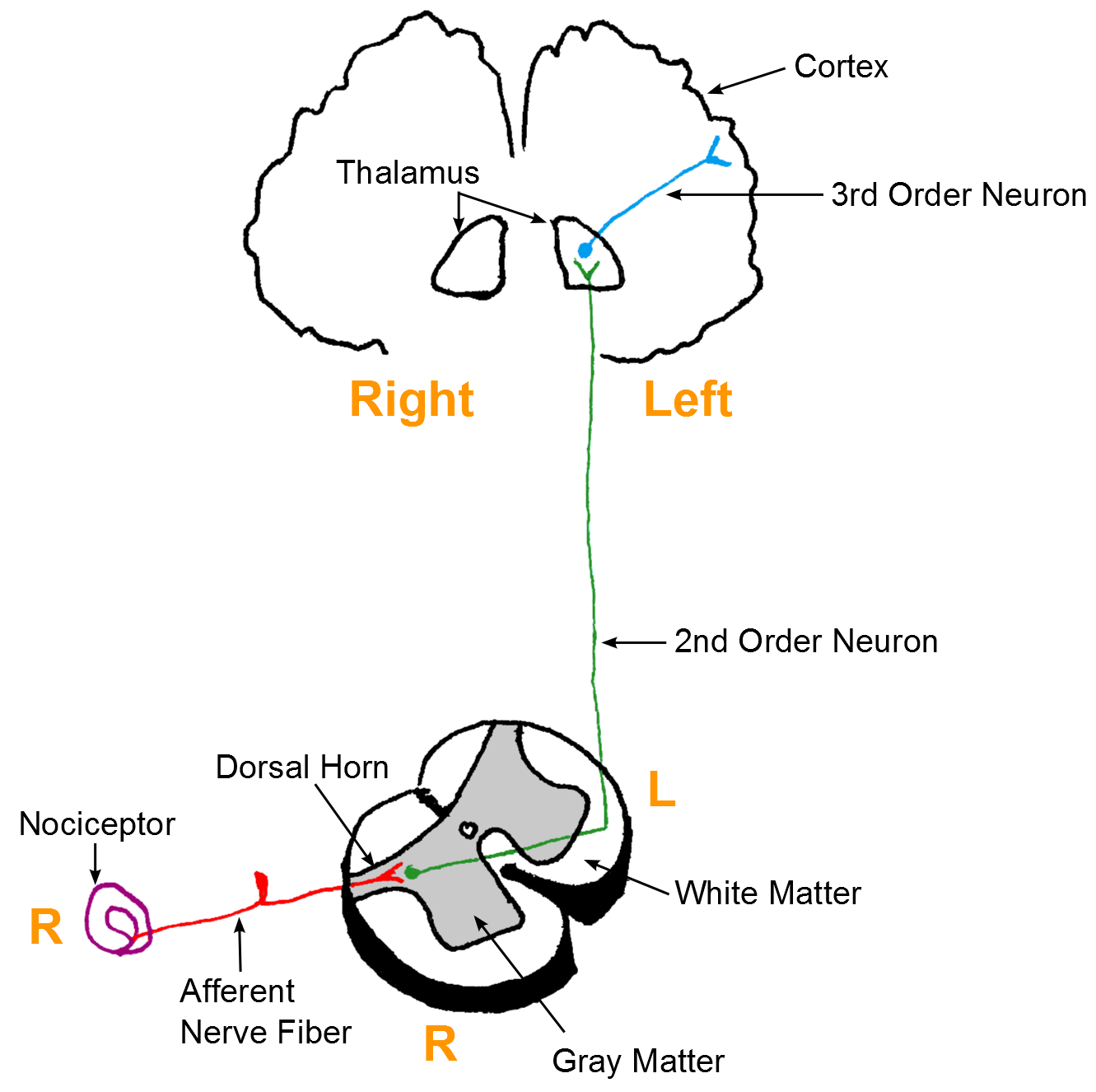
Schéma du cheminement du signal de la douleur

La douleur neuropathique est une douleur causée par une lésion des voies sensitives (canalopathies des canaux calciques), du système nerveux, central ou périphérique.

## Symptomatologie
La douleur neuropathique est généralement associée à une dysesthésie et une allodynie. Il peut exister une zone gâchette déclenchant les douleurs. Les douleurs neuropathiques peuvent être à type de brûlure, de froid, ou de sensations de piqûres, et s'accompagner de sensations de fourmillement.
Les patients ayant ces douleurs peuvent avoir une appréhension pour mobiliser la zone douloureuse ce qui peut entraîner une atrophie musculaire, une ankylose articulaire et une perte osseuse.

## Étiologie
Il existe plusieurs étiologies qui peuvent être périphérique ou centrale.

### Périphérique
Les causes peuvent être traumatiques (plexopathies), toxiques, métaboliques, infectieuses, inflammatoire, dû à un cancer (tumeur), auto-immune ou héréditaire.

### Centrale
Les causes peuvent être dû à une lésion médullaire (traumatique, infectieuse, vasculaire…), un AVC, une lésion cérébrale, une sclérose en plaques (SEP) ou une maladie neurodégénérative.

### Facteurs psycho-sociaux
Un étude qualitative chez des patients atteints de radiculopathie lombaire a montré qu'en plus des étiologies cités plus haut, l'expérience de la douleur, le concept de la sciatique, les croyances vis-à-vis des traitements et la volonté d'avoir des informations crédibles sont des thèmes qui peuvent influencer l'expérience de la douleur et la manière dont les patients rationalisent cette expérience. Plusieurs témoignages de patients y sont cités dont les thèmes abordent l'apparition imprévisible de la douleur, des pensées suicidaires, une maladie « non visible » qui n'est pas pris au sérieux, des prises en charges pas assez claires pour le patient ou des croyances erronées et incertaines du mécanisme de la maladie. Il existe toutefois des idées qui peuvent avoir un effet positive sur la gestion de la douleur comme poser un diagnostic via une imagerie qui rend « visible » la maladie.

## Diagnostic

### Anamnèse[7]
On peut retrouver divers antécédents pouvant expliquer l'apparition de la douleur tel que la chirurgie, les traumatismes, les douleurs sciatiques, les AVC, la SEP... Il peut également exister des antécédents familiaux.

### Examen clinique[7]
L'examen clinique neurologique va montrer des signes anomaux avec une topographie spécifique . La paresthésie est un symptôme courant, mais il peut également en exister d'autres tels que des dysesthésies, des allodynies, des hypoalgésies et des Hyperalgies. La douleur est d'apparition nocturne et au repos. Localement, on peut retrouver une sudation et des troubles trophiques.
Chez les enfants, le signe caractéristique est l'allodynie en plus des autres signes tels que des dysesthésies, paresthésies, une douleur permanente, des paroxysmes et des facteurs émotionnels.
Il existe plusieurs tests permettant d'aider au diagnostic comme le Wind-Up Ratio (WUR) qui consiste à réaliser 10 pique avec un cure-dent ou un neurotip à 1 seconde d'intervalle entre chaque pique. On demande au patient de noter sa douleur sur la 1re et la 10e pique et on réalise un ratio avec ces deux valeurs.

### Évaluation de la douleur[7]
L'utilisation d'une échelle EVA et du questionnaire DN4 permet de suivre l'évolution des symptômes dans le temps et face aux traitements. Chez les enfants de 5 à 12 ans, un DN4Pédiatrique peut être utilisé. Chez les adolescents, le DN4 pour adulte peut aider à confirmer le diagnostic.

### Examens complémentaires[7]
Un bilan sanguin peut être réalisé pour suivre l'évolution ou pour effectuer un diagnostic différentiel. L'ENMG se réalise uniquement par un neurologue.

## Mécanisme
La douleur peut-être causé par une lésion, une inflammation ou une pression sur le nerf. Il existe 7 mécanismes principaux pouvant être mis en jeu :
- Un œdème ou une ischémie
- Une fibrose
- Une démyélinisation
- Une dégénérescence axonale
- Une neuroinflammation
- Une altération du transport axonal
- Une contribution du SNC

Ces mécanismes peuvent être induit par plusieurs facteurs tel que des maladies systémiques (diabète, troubles thyroïdien...), des facteurs physiques, des facteurs psycho-sociaux et des prédispositions génétiques.

## Épidémiologie
Les douleurs neuropathiques concernent environ 7 % de la population générale et 25 % des patients atteints de douleurs chroniques.

## Traitements

### Préventif
La prévention des douleurs neuropathiques est une mission de tous les professionnels de santé. Elle se réalise par des campagnes de prévention de la douleur liée au soin, en post-chirurgie, ou au travail. Le CNRD (Centre National de Ressources de lutte contre la Douleur) diffuse des protocoles et guides pratiques pour les professionnels et informe le grand public sur la douleur et les prises en charges. Les CLUD (Comité de Lutte contre la Douleur) réalisent une action similaire dans les institutions. Les associations de patients sont également des ressources pour les patients et les professionnels de santé concernant l'impact de la maladie sur la qualité de vie.

### Pharmacologique
Un médicament antiépileptique ou un médicament IRSNa peut être proposé. Le traitement est, bien évidemment, celui de la cause lorsque c'est possible.
Chez les enfants, les recommandations se basent sur la littérature adulte.
Le traitement médicamenteux de première intention repose sur deux classes thérapeutiques : certains antiépileptiques, et certains antidépresseurs. Ces médicaments sont alors prescrits pour leurs propriétés antalgiques qui sont indépendantes de leurs effets antiépileptiques ou antidépresseurs. Dans les douleurs neuropathiques localisées, des traitements topiques, en général très bien tolérés, peuvent aussi être utilisés.
Antiépileptiques :
- Carbamazépine[15] ;
- Gabapentine[15] ;
- Prégabaline[15] ;
- Oxcarbazépine (hors AMM)[15].

Antidépresseurs tricycliques :
- Amitriptyline[15] ;
- Clomipramine[15] ;
- Imipramine[15].

Antidépresseurs IRSNa :
- Duloxétine[15] ;
- Venlafaxine (hors AMM)[15].

Anesthésiques locaux :
- Lidocaïne[15] ;
- Capsaïcine[15].

### Non pharmacologique
Divers traitement non pharmacologiques peuvent être proposés au patient comme des techniques de massage, des mobilisations articulaires passives, des mobilisations des nerfs et de l'électro-stimulation à visée antalgique. 
Concernant l’acupuncture, elle ne semble pas exprimer une différence par rapport au placebo. Différents types d'acupuncture ont été réalisés comme le traditionnelle, auriculothérapie et l'électro-acupuncture.

### Chirurgical
Le traitement chirurgical est proposé en dernière intention après échec des autres alternatives thérapeutiques et par une décision collégiale d'une équipe pluridisciplinaire d'un CETD (Centre d’évaluation et de traitement de la douleur). Il existe plusieurs types de chirurgies : étiologiques, lésionnelles et modulatrices.